# Kirkaldiella euphorbiae
Kirkaldiella euphorbiae är en insektsart som beskrevs av Henry Fairfield Osborn 1935. Kirkaldiella euphorbiae ingår i släktet Kirkaldiella och familjen dvärgstritar. Inga underarter finns listade i Catalogue of Life.